# Lista över fornborgar i Gästrikland
Detta är en lista över fornborgar i landskapet Gästrikland registrerade i Fornminnesregistret. Det finns två fornminnen i Gästrikland som är registrerade som fornborgar.
| RAÄ-nummer | Kommun | Namn         | Koordinater                                             | Kommentar                                                                                                  | Bild |
| ---------- | ------ | ------------ | ------------------------------------------------------- | --- | ---- |
| 29:1       | Gävle  | Kittilberget | 60°23′50.04″N 17°3′7.33″Ö / 60.3972333°N 17.0520361°Ö   | Belägen i Hallsbo.                                                                                         |      |
| 263:1      | Gävle  | -            | 60°37′18.50″N 16°58′45.65″Ö / 60.6218056°N 16.9793472°Ö | Var belägen i Tavlan, strax söder om Valbo. Inga spår finns dock kvar av den enligt Riksantikvarieämbetet. |      |